# Myrmecaelurus segonzaci
Myrmecaelurus segonzaci är en insektsart som beskrevs av Navás 1912. Myrmecaelurus segonzaci ingår i släktet Myrmecaelurus och familjen myrlejonsländor. Inga underarter finns listade i Catalogue of Life.